# Karl Frumerie
Karl Henrik Frumerie, född den 23 december 1889 i Västervik, död den 3 oktober 1972 i Stockholm, var en svensk läkare. Han var bror till Gustaf de Frumerie och Erik Frumerie.
Frumerie avlade studentexamen i Västervik 1908, medicine kandidatexamen 1913 och medicine licentiatexamen 1918. Han var amanuens i fysiologi vid Karolinska institutet 1910–1911, andre amanuens vid Serafimerlasarettets medicinska klinik 1914, underläkare vid Saltsjöbadens badanstalt 1916–1918, privatanställd läkare i Stegeborg 1918–1919, amanuens vid Serafimerlasarettets medicinska klinik 1919–1920, underläkare där 1921–1922, tillförordnad förste provinsialläkare i Stockholms län 1920–1921, biträdande förste provinsialläkare i Stockholms län 1921 samt extra assisterande och tidvis tillförordnad medicinalrådsassistent på medicinalstyrelsens hälsovårdsbyrå 1920–1922. Frumerie var överläkare vid Mössebergs kuranstalt 1922–1928, praktiserande läkare i Göteborg 1928–1934, överläkare vid Saltsjöbadens sanatorium och verkställande direktör för Saltsjöbadens badhotell 1934–1936 samt praktiserande läkare i Stockholm från 1936. Han blev riddare av Nordstjärneorden 1950. Frumerie vilar på Gamla kyrkogården i Västervik.